# Angel Numbers / Ten Toes
"Angel Numbers/Ten Toes" é uma canção do cantor americano Chris Brown. Foi lançada como a música de abertura de seu décimo primeiro álbum de estúdio, 11:11, lançado em 11 de novembro de 2023. Embora não tenha sido lançada como single digital ou as rádios, a faixa se tornou a música de maior sucesso do álbum em diversos países, incluindo Reino Unido, Alemanha, Holanda, Irlanda, França e Suíça.
Um videoclipe da música foi lançado em 14 de fevereiro de 2024.

## Composição e Recepção
"Angel Numbers / Ten Toes" é uma faixa de R&B contemporâneo, composta em duas partes diferentes.
A primeira metade da música foi descrita pelos críticos da Renowned for Sound como uma "introdução acústica emotiva e onírica", com Brown buscando por uma "cura através de um desejo para aliviar as ansiedades e pressões mentais". Edward Bowser do Medium disse que "A primeira metade dá uma introdução acústica, de vibração quase intergaláctica", com Brown se firmando na concepção da numerologia de seu álbum 11:11, enquanto "Ten Toes" "aumenta a intensidade" em direção a um som mais influenciado pelo hip-hop, enquanto Brown "fala abertamente sobre como tem lutado contra a ansiedade". De acordo com a Billboard, liricamente a faixa trata do combate à ansiedade e à depressão.

## Paradas
A canção se tornou a mais viral do álbum, alcançando posições em diversos países logo após o lançamento do álbum. Entretanto, Brown não a lançou como terceiro single do álbum as rádios.
| Chart (2023–2024)                               | Posição |
| ----------------------------------------------- | ------- |
| Australia Hip Hop/R&B (ARIA)                    | 24      |
| Áustria (Ö3 Austria Top 75)                     | 44      |
| Dinamarca (Tracklisten)                         | 18      |
| França (SNEP)                                   | 154     |
| Alemanha (Offizielle Deutsche Charts)           | 33      |
| Mundo (Billboard Global 200)                    | 164     |
| Grécia Internacional (IFPI)                     | 36      |
| Irlanda (IRMA)                                  | 53      |
| Luxemburgo (Billboard)                          | 21      |
| Países Baixos (Single Top 100)                  | 17      |
| Nova Zelandia Hot Singles (RMNZ)                | 3       |
| Nigeria (TurnTable Top 100)                     | 87      |
| Noruega (VG-lista)                              | 18      |
| Portugal (AFP)                                  | 64      |
| Africa do Sul (TOSAC)                           | 13      |
| Sweden (Sverigetopplistan)                      | 68      |
| Suíça (Schweizer Hitparade)                     | 5       |
| Reino Unido (UK Singles Chart)                  | 31      |
| Reino Unido (OCC UK R&B)                        | 8       |
| Estados Unidos (Bubbling Under Hot 100 Singles) | 7       |
| Estados Unidos (Billboard R&B/Hip-Hop Songs)    | 33      |